# Avery Brundage
Avery Brundage (28. září 1887, Detroit, USA – 8. května 1975, Garmisch-Partenkirchen, Německo) byl americký atlet, sportovní funkcionář, sběratel umění a filantrop. V letech 1952 až 1972 byl předsedou Mezinárodního olympijského výboru.

## Životopis

### Sportovec
V roce 1909 absolvoval na University of Illinois at Urbana-Champaign strojní inženýrství, po studiích založil vlastní stavební společnost, které se věnoval do roku 1947. Byl aktivním sportovcem a v roce 1912 se zúčastnil Olympijských her v Stockholmu, kde dosáhl 6. místa v pětiboji a 16. místa v desetiboji.

### Funkcionář
Roku 1928 se stal předsedou Unie amatérských atletů, následně v roce 1929 předsedou Olympijského výboru USA a roku 1930 místopředsedou IAAF.
Při zasedání MOV během LOH 1936 v Berlíně byl z MOV vyloučen americký člen německého původu Ernest Lee Jahncke za svůj odpor proti pořádání her v nacistickém Německu. V MOV jej nahradil Avery Brundage. Po smrti Henriho de Baillet-Latoura během druhé světové války se stal místopředsedou MOV a po odstoupení Sigfrida Edströma se roku 1952 stal předsedou organizace. Brundage silně odmítal profesionalizaci Olympijských her, jeho názory se však postupně přestaly shodovat s názory ostatních členů MOV i celého sportovního světa. Jeho postoj vedl k několika incidentům – např. vyloučení rakouského lyžaře Karla Schranze z Olympijských her 1972 kvůli podezření z profesionalismu.
K jeho osobě se váže několik dalších kontroverzních rozhodnutí:
- Odmítal bojkot Olympijských her 1936 v Berlíně, ze kterých byli nacistickým režimem vyloučení sportovci židovského původu. Už v roce 1934, po své cestě do Německa, kde již platily Norimberské zákony, prohlásil zacházení s Židy za spravedlivé.
- Nechal vyloučit Tommieho Smithe a Johna Carlose z olympijské vesnice a Olympiády 1968 v Mexiku za to, že na stupni vítězů zdvihli zaťaté pravice na vyjádření podpory hnutí Black Power.
- V roku 1972 rozhodl o pokračovaní mnichovské Olympiády po útoku palestinské teroristické skupiny, kvůli němuž zahynulo jedenáct izraelských sportovců. Poté se konalo smuteční shromážděni na hlavním olympijském stadionu, kdy Brundage během svého proslovu vůbec nevzpomenul na zavražděné atlety.
- Nesouhlasil s vyloučením Rhodesie (dnešní Zimbabwe) z Olympijských her z politických důvodů kvůli politice apartheidu.

Po Letních olympijských hrách 1972 v Mnichově odstoupil z předsednictva Mezinárodního olympijského výboru a ve funkci předsedy jej nahradil Lord Killanin. Poté se věnoval už jen sběratelství uměleckých předmětů z Asie. Po smrti zanechal své sbírky San Franciscu. Jeho rozsáhlá kolekce se stala základem tamějšího Muzea asijského umění.

## Vyznamenání
- velkokříž Řádu zásluh o Italskou republiku – Itálie, 24. dubna 1966[2]
- velkodůstojník Ordem da Instrução Pública – Portugalsko, 26. ledna 1969[3]
- velkodůstojník Řádu finského lva – Finsko
- rytíř Řádu čestné legie – Francie[4]
- Řád posvátného pokladu I. třídy – Japonsko[4]
- komtur Národního řádu cedru – Libanon[4]
- plaketa Řádu aztéckého orla – Mexiko[4]
- velký záslužný kříž s hvězdou Záslužného řádu Spolkové republiky Německo – Německo[4]
- velkodůstojník Řádu svatého Olafa – Norsko[4]
- velkodůstojník Řádu svaté Agáty – San Marino[4]
- komandér I. třídy Řádu Vasova – Švédsko[4]